# Zepherina trinidadensis
Zepherina trinidadensis es una especie de insecto coleóptero de la familia Chrysomelidae.
Fue descrita científicamente en 1929 por Weise.